# Seo Hee-kyung
Hee Kyung Seo of Seo Hee-kyung (Koreaans: 서희경; Zuid-Korea, 8 juli 1986) is een Zuid-Koreaanse golfprofessional. Ze debuteerde in 2006 op de LPGA of Korea Tour en in 2010 op de LPGA Tour.

## Loopbaan
In 2006 werd Seo golfprofessional en debuteerde op de LPGA of Korea Tour. In 2008 won ze zes toernooien op die tour en de eerste zege die ze behaalde was het High1 Cup SBS Charity Ladies Open. In 2009 won vijf toernooien waarvan drie KLPGA-majors. De majors die ze won waren het Taeyoung Cup Korea Women's Open, het Hite Cup Championship en het KB Star Tour Grand Final at Incheon.
In 2010 werd Seo uitgenodigd voor enkele toernooien op de LPGA Tour. Op 28 maart 2010 behaalde ze haar eerste zege op de LPGA door de Kia Classic te winnen. Door die zege kreeg ze een speelkaart voor een volledige golfseizoen op de LPGA in 2011.

## Prestaties
LPGA Tour
| Nr. | Datum         | Toernooi    | Score           | Score | Info |
| --- | ------------- | ----------- | --------------- | ----- | ---- |
| 1   | 28 maart 2010 | Kia Classic | 70-67-69-70=276 | –12   |      |

LPGA of Korea Tour
| Nr. | Datum             | Toernooi                            | Score           | Score | Info            |
| --- | ----------------- | ----------------------------------- | --------------- | ----- | --------------- |
| 1   | 30 augustus 2008  | High1 Cup SBS Charity Ladies Open   | 68-68-72=208    | –8    | Eerste profzege |
| 2   | 7 september 2008  | KB Star Tour 3 at Cheongwon         | 68-69-72=207    | –7    |                 |
| 3   | 13 september 2008 | Binhai Open                         | 70-66-71=207    | –9    |                 |
| 4   | 12 oktober 2008   | Gabia-Interburgo Masters            | 70-69-69=208    | –11   |                 |
| 5   | 16 november 2008  | Saint Four Ladies Masters in Jeju   | 69-67-66=202    | –14   |                 |
| 6   | 23 november 2008  | ADT CAPS Championship               | 78-72-64=214    | –2    |                 |
| 7   | 17 april 2009     | MBC Tour Lotte Mart Ladies Open     | 71-72-67=210    | –6    |                 |
| 8   | 3 mei 2009        | Taeyoung Cup Korea Women's Open     | 70-71-66=207    | –9    |                 |
| 9   | 18 oktober 2009   | Hite Cup Championship               | 72-71-68-68=279 | –9    |                 |
| 10  | 25 oktober 2009   | KB Star Tour Grand Final at Incheon | 69-66-68-69=272 | –16   |                 |
| 11  | 22 november 2009  | ADT CAPS Championship               | 73-71-66=210    | –6    |                 |

Toernooien in het vet zijn majors van de KLPGA.